# Толан, Эдди
Томас Эдвард «Эдди» Толан (англ. Thomas Edward "Eddie" Tolan; 29 сентября 1908, Денвер — 31 января 1967, Детройт) — американский легкоатлет, бегун на короткие дистанции. Обладатель мирового рекорда в беге на 100 метров. Олимпийский чемпион 1932 года в беге на 100 и 200 метров. Первый чернокожий спортсмен, выигравший две золотые олимпийские медали.

## Биография
Во время учёбы в старшей школе в Детройте Толан становился чемпионом города и штата Мичиган в беге на 100 и 200 ярдов. В 1929 году, когда он учился в Мичиганском университете, Толан установил мировой рекорд в беге на 100 ярдов (9,5 сек) и повторил мировой рекорд в беге на 100 метров (10,4 сек). Он побеждал на соревнованиях NCAA в беге на 200 и 220 ярдов, становился победителем чемпионатов Любительского спортивного союза в беге на 100 и 220 ярдов в период между 1929 и 1931 годами.
Толан принимал участие в предварительных соревнованиях, на которых определялся состав американской сборной на летние Олимпийские игры 1932 года, и стал вторым после Ральфа Меткалфа в беге на 100 и 200 метров. На самих Играх, проходивших в Лос-Анджелесе, Толан на дистанции 100 метров опередил Меткалфа на долю секунды, установив новый мировой рекорд (10,3 сек) и став олимпийским чемпионом. Через два дня он выиграл вторую золотую медаль на дистанции 200 метров, установив новый олимпийский рекорд (21,2 сек).
После Олимпийских игр в Детройте Толана встречали как героя, губернатор Мичигана провозгласил 6 сентября 1932 года «днём Эдди Толана», а местная пресса именовала его «самым быстрым человеком на свете». Однако после возвращения в родной город Толан оказался в бедственном положении. Хотя он и имел диплом о высшем образовании, найти работу чернокожему в годы Великой Депрессии было непросто. Толан впоследствии вспоминал, что завидовал своему сводному брату, убиравшему мусор напротив железнодорожной станции, потому что у того была хоть какая-то работа.
Недолго Толан выступал в водевилях на пару с известным танцором Биллом Робинсоном, после чего устроился клерком в реестр округа Уэйн. В 1935 году Толан вернулся на беговую дорожку, на этот раз участвовал в профессиональных соревнованиях по бегу, проходивших в австралийском Мельбурне. Там он побеждал на дистанциях 75, 100 и 220 ярдов. Вскоре он вернулся к своей работе клерком, затем преподавал физику в школе.